# Кула Абдулах-паше Дренија
Кула Абдулах-паше Дренија (алб. Kulla e Abdullah Pashë Drenit) је споменик културне баштине Косова и Метохије који се налази у Ђаковици. Овај споменик је категорије "архитектонске".

## Историјат
Кула Абдулах-паше Дренија се налази у Ђаковици, у близини споменика Призренске Лиге, Месџида Шех Емина, Куће Сулејмана Вокшија, Куле Коша, Гроба Мађар Паше, који сачињавају вредну скупину културне баштине. Верује се да је ова кула саграђена 1790. године и да је служила као стамбени објекат и тврђава. Кула симболизује један од најважнијих догађаја нове албанске историје. Најважније особе овог догађаја су биле Абдулах-паша Дрени, про-турски члан Албанске Призренске Лиге, и Мађар-паша, турски командир. Кула је током СФРЈ периода функционисала као регионални музеј. Ова кула поседује велике архитектонске вредности. Материјал и техника изградње се састоје од природног камена и печених цигли. Кула има много прозорa, углавном малих, такође има и велики број купола што значи да осим што је кула служила за становање, служила је и као тврђава. Ова кула има три спрата, приземље је изграђено од камења, док су остали спратови изграђени од печених цигли.